# La Chasse au Dahu
Pour l'animal imaginaire, voir Dahu.
La Chasse au Dahu est un roman noir de Paul Berna publié en 1989.
Un enlèvement d'enfant tourne mal : après le versement de la rançon, l'enfant est retrouvé mort. La police a des coupables désignés qui sont abattus alors qu'ils transportaient le cadavre de l'enfant. Mais les véritables ravisseurs courent toujours dans la nature.

## Résumé
- Première partie

Un couple enlève l'enfant d'un riche industriel. Le plan étudié à l'extrême, réussit au-delà de tous leurs espoirs : non seulement, ils touchent la rançon, mais un autre couple, qui les a repérés, essaye de profiter de la situation et se fait abattre : la mort du couple suspect semble les innocenter.
- Deuxième partie

À la suite d'incohérences dans la reconstitution, la police reprend l'enquête.

## Les thèmes du roman
- La psychologie de la famille en cas de rapt d'enfant
- le milieu lyonnais des années 1950
- la technique d'enquête policière des années 1950
- la jeunesse dorée des années d'après guerre